# Lykos (Sohn des Lykos)
Lykos (altgriechisch Λύκος Lýkos, deutsch ‚Wolf‘), Sohn des Lykos, war in der griechischen Mythologie Tyrann von Theben.
Lykos stammte aus Euböa. Er kam nach Theben, als Herakles abwesend war, und ermordete Kreon, den König von Theben. Kreons Tochter Megara und ihre Kinder, die sie zusammen mit Herakles hatte, vertrieb er aus ihrem Haus. Lykos regierte Theben als Tyrann, bis Herakles zurückkehrte und ihn tötete. Danach übernahm mit Laodamas, dem Sohn des Eteokles, der rechtmäßige Thronfolger die Regierung.
Die Gestalt des Lykos ist eine freie Erfindung des Euripides und tritt erstmals in dessen Tragödie Herakles auf. Spätere Erwähnungen oder Verarbeitungen gehen auf dieses Werk zurück.